# ハルゲイサ大学
ハルゲイサ大学（ハルゲイサだいがく、英語: University of Hargeisa）はソマリランドの首都・ハルゲイサに本部を置く大学。略称はUoH。

## 概要
2000年に創立されたハルゲイサ大学は4年から6年のカリキュラムを設定しており、学生数は2,600人を超えている（2007年現在）。

## 学部
以下の学部が設置されている。
- 理学部 (Faculty of Sciences)
- 経営学部 (Faculty of Business Administration)
- イスラム学部 (Faculty of Islamic Studies)
- 法学部 (Faculty of Law)
- 薬学部 (Faculty of Medicine)

このほかに通信教育部が設置されている。